# Capitaine Sabre
Capitaine Sabre est un héros et une série de bande dessinée, sur un marin et aventurier britannique en Asie. Créée par Gine, cette série paraît dans Le Journal de Tintin de 1979 à 1988 ; elle est publiée en albums par Le Lombard de 1983 à 1989.

## Trame
Gilbert Sabre est un Britannique, qui cherche à se faire oublier de son pays d'origine. En Asie au début des années 1930, il aspire au calme. À bord de son vapeur, il embarque des voyageurs et des marchandises. Il cherche à vivre tranquillement de cette activité de transporteur maritime avec son compagnon Samu, mais il se retrouve contraint par de louches personnages à partir à la recherche de trésors hypothétiques, ou à transporter des marchandises illégales,. Il croise notamment la route d'un prêtre, d'un acteur, et de la mystérieuse « Miss Visage ».
Cette série restitue l'atmosphère coloniale de l'époque avec sa corruption latente et ses trafics illicites, notamment dans Le Vol du Pélican.

## Les personnages
Le héros, Gilbert Sabre, est un Anglais en rupture de ban. Avec son costume blanc et son cigare, aspirant à l'oubli et à la tranquillité aux commandes de son vieux vapeur, ce marin atypique est sans cesse rattrapé par l'aventure. Baroudeur improvisé, il réussit cependant à se tirer d'affaire,.
Samu, un jeune asiatique, est son seul compagnon.

## L'auteur
L'auteur, Christian Martinez alias Gine, a vingt-deux ans au lancement de Capitaine Sabre dans Tintin. C'est sa première grande série.
Il crée une œuvre attachante, pleine de grands espaces, dans une bande dessinée classique mais exotique et réaliste. Son dessin tient à la fois de Milton Caniff et de Hugo Pratt.

## Albums
Les albums de Capitaine Sabre sont publiés par Le Lombard, de 1983 à 1989 :
1. Le Vol du Pélican, Le Lombard, 1983 ;
2. Miss Visage, Le Lombard, 1983 ;
3. Le Double Neuf d'or, Le Lombard, 1984 ;
4. La Croisade des saltimbanques, Le Lombard, 1985 ;
5. Écrit par la tempête, Le Lombard, 1986 ;
6. Le Dieu cargo, Le Lombard, 1987 ;
7. Sur la route mandarine, Le Lombard, 1989.

Les Éditions du Long Bec publient une intégrale en 2019, couleurs de Rita :
1. Livre 1, 138 pages, reprend les tomes 1 à 3 et plusieurs histoires courtes : Agent spatial (1 p.), S.O.S Amazone (2 p.), Île déserte (1 p.), De Charybde en Scylla (7 p.), L'Homme des bois (6 p. NB), Les 3 perles de Saskyia (extrait de 2 p.), Les Yeux de l'île (6 p.), Merveilleuse rencontre (2 p.), Hommage à Ric Hochet (1 p.), La Croisière des saltimbanques (présentation), avec cahier graphique de 6 p., 2019  (ISBN 979-1-09-249987-2).